# Shane MacGowan
Shane Patrick Lysaght MacGowan (Tunbridge Wells, 25 december 1957 – Dublin, 30 november 2023) was een Ierse muzikant. 
Hij is het bekendst geworden als leadzanger van The Pogues, een punk-/folkband die hij begin jaren 80 samen met enkele anderen oprichtte. Deze band genoot haar grootste populariteit in de jaren tachtig, zowel in het Verenigd Koninkrijk als daarbuiten. Daarnaast heeft hij solomateriaal uitgebracht en samengewerkt met onder meer Kirsty MacColl, Joe Strummer, Nick Cave, Steve Earle en Sinéad O'Connor.

## Jeugd
Shane MacGowan werd niet in Ierland, maar in het Engelse graafschap Kent geboren. Hij bracht het grootste deel van zijn leven door in Londen. Met deze stad had hij naar eigen zeggen een haat-liefdeverhouding.

## Carrière
In zijn jeugdige jaren inspireerden de Sex Pistols hem om zijn eerste eigen band te beginnen: The Nipple Erectors, kortweg The Nips. In 1976 kreeg hij even nationale bekendheid, toen hij tijdens een concert van de destijds pas opgerichte band The Clash hard in zijn oor gebeten werd door Jane Crockford, een van de latere leden van The Mo-dettes.
In 1984 richtte hij samen met een deel van zijn oude bandleden van The Nips een nieuwe band op, The Pogues, waarmee hij in de jaren erna een stuk meer bekendheid verwierf. Het bekendste nummer van The Pogues is waarschijnlijk Fairytale of New York, dat in het Verenigd Koninkrijk een van de best verkochte kerstsingles ooit werd. MacGowan zong hier een duet met Kirsty MacColl, die toen bij The Pogues inviel als gastzangeres. 
MacGowan was een overtuigd voorstander van recreatief druggebruik, waaronder alcohol, al was hij wel uiterst kritisch ten aanzien van heroïne, het enige genotsmiddel waar hij naar eigen zeggen "een probleem" mee heeft gehad. Mede door toedoen van Sinéad O'Connor, die hem aangaf bij de politie in een poging hem van de heroïne af te helpen, raakte hij daarvan afgekickt.
Shanes overmatig alcoholgebruik was een van de voornaamste redenen van zijn vermoedelijk onvrijwillige vertrek bij The Pogues begin jaren negentig. MacGowan werd hierna als leadzanger van The Pogues vervangen door Joe Strummer. MacGowan richtte daarop een nieuwe band op, genaamd Shane MacGowan and The Popes, waarmee hij in 1995 op Pinkpop optrad. Doordat MacGowan echter stomdronken was tijdens dit optreden kwam hij steeds slechter uit zijn woorden. Hij werd ten slotte door zijn manager van het podium gehaald, waarna de band nog even zonder hem doorspeelde.
MacGowan werkte in deze tijd samen met diverse andere bekende popartiesten, onder wie Steve Earle, Sinéad O'Connor (met wie hij het Pogues-nummer Haunted opnieuw opnam) en Nick Cave. Hij zong samen met enkele andere gastzangers een paar regels mee op Caves album Murder Ballads (1995), in een coverversie van Bob Dylans nummer Death is not the end. 
Vanaf 2001 gaven The Pogues inclusief MacGowan weer concerten. Volgens zijn levenspartner Victoria Mary Clarke was zijn alcoholverslaving zeker niet voorbij, maar dronk hij wel minder. Tijdens een optreden in het Olympia Theatre van Dublin in september 2002 gaf hij over op het podium.
Medio 2009 werd zijn gebit, na intensieve tandheelkundige behandelingen in Spanje, geheel gerenoveerd. In 2010 stak zijn alcoholverslaving weer de kop op en verscheen hij regelmatig ladderzat op het podium. Zo ook op het Festival Dranouter waar hij als afsluiter van het festival zijn optreden met The Pogues de mist in lalde. Ook in 2012 tijdens het Sziget-festival stond de zanger weer dronken op het podium. In 2015 werd zijn gebit opnieuw gerenoveerd.

## Ziekte en overlijden
MacGowan werd in december 2022 met encefalitis in het ziekenhuis opgenomen en belandde op de intensive care. Hij overleed op 30 november 2023 op 65-jarige leeftijd, na een lang ziekbed.
De uitvaart in Dublin en Tipperary was onder grote belangstelling gevolgd. Verschillende bekende artiesten waren aanwezig, onder wie Johnny Depp en Nick Cave, die bevriend was met MacGowan. Hij gaf een vertolking van A rainy night in Soho, een bekend nummer van de Ierse muzikant..

## Trivia
- Luka Bloom schreef een eerbetoon aan MacGowan met het nummer 'The One'. Ook de Limburgse band Rowwen Hèze schreef een eerbetoon aan hem, met het nummer 'Shane'.